# Aphrodite (album)
Aphrodite er det ellevte studiealbum fra den australske sangerinde Kylie Minogue. Albummet blev udgivet i juli 2010 på verdensplan, og var hendes første studiealbum i tre år efter X (2007). Albummet har modtaget positive anmeldelser fra kritikere og blev ofte sammenlignet med hendes tidligere albummer såsom Light Years (2000) og Fever (2001).

## Udgivelse
Albummet blev introduceret med udgivelsen af singlen "All the Lovers", som udkom et par uger inden. Albummet blev udgivet i juli 2010 på verdensplan. "All the Lovers" var en af de sidste sange skrevet til albummet, og den blev efterfølgende valgt som den første single. Albummets hovedproducent er Stuart Price, mens Minogue selv sammen med Stuart Price, Calvin Harris, Jake Shears, Nerina Pallot, Pascal Gabriel, Lucas Secon, Tim Rice-Oaxley og Kish Mauve skrev sangene. Price blev involveret i albummet efter at have sammen med Minogue at have skrevet sange i New York i en periode slutningen af 2009. Albummet indeholder ingen ballader, selv om der blev indspillet nogle i studieperioderne.
Aphrodite nåede førstepladsen på UK Albums Chart, og dermed er Minogue den eneste kvindelige sanger, der har haft et album på førstepladsen i fire årtier i træk. I USA blev albummet hendes næsthøjest albumhit med et salg på mere end 18.000 eksemplarer i den første uge og en nittendeplads på Billboard 200. Albummet nåede ottendepladsen i Canada og tredjepladsen i Tyskland. Aphrodite har modtaget platin af Australian Recording Industry Association og British Phonographic Industry for salg af henholdsvis over 70.000 og 300.000 eksemplarer.

## Singler
Den første single fra Aphrodite var "All the Lovers". Sangen blev spillet første gang i Storbritannien i BBC i maj 2010. Sangen fik positive anmeldelser fra kritikere og nåede Top 10 i Storbritannien. Sangen nåede også Top 10 eller Top 20 på hitlisterne i Europa, Australien og Asien.
Den anden single "Get Outta My Way" blev udgivet i hele verden den 27. september 2010, undtagen i Australien, hvor den blev udgivet den 8. oktober 2010. Singlen blev Minogues femte sang på førstepladsen i USA og nåede også hitlisterne i Europa og Japan.
"Better than Today" blev den tredje single fra albummet og blev udgivet den 6. december 2010 i Storbritannien. Sangen fik generelt positive anmeldelser fra kritikere især Entertainment Weekly, og nåede førstepladsen på Billboard.
"Put Your Hands Up (If You Feel Love)" blev herefter udgivet som den fjerde single fra Aphrodite. Sangen blev udgivet den 29. maj 2011 i Japan og den 3. juni 2011 på verdensplan. "Put Your Hands Up (If You Feel Love)" nåede førstepladsen på den amerikanske dance-hitliste (Hot Dance Club Songs).

## Sporliste
| #   | Titel                                  | Sangskriver(e)                                                          | Producer(e)                                         | Længde |
| --- | -------------------------------------- | ----------------------------------------------------------------------- | --------------------------------------------------- | ------ |
| 1.  | "All the Lovers"                       | Jim Eliot, Mima Stilwell                                                | Eliot, Stuart Price                                 | 3:20   |
| 2.  | "Get Outta My Way"                     | Lucas Secon, Damon Sharpe, Peter Wallevik, Daniel Davidsen, Mich Hansen | Cutfather, Wallevik, Davidsen, Sharpe, Secon, Price | 3:38   |
| 3.  | "Put Your Hands Up (If You Feel Love)" | Finlay Dow-Smith, Miriam Nervo, Olivia Nervo                            | Starsmith, Price, M. Nevro, O. Nervo                | 3:38   |
| 4.  | "Closer"                               | Price, Beatrice Hatherley                                               | Price                                               | 3:09   |
| 5.  | "Everything Is Beautiful"              | Tim Rice-Oxley, Fraser T. Smith                                         | Smith                                               | 3:25   |
| 6.  | "Aphrodite"                            | Nerina Pallot, Andy Chatterley                                          | Chatterley, Pallot, Price                           | 3:45   |
| 7.  | "Illusion"                             | Kylie Minogue, Price                                                    | Price                                               | 3:21   |
| 8.  | "Better than Today"                    | Pallot, Chatterley                                                      | Chatterley, Pallot, Price                           | 3:25   |
| 9.  | "Too Much"                             | Minogue, Calvin Harris, Jake Shears                                     | Harris                                              | 3:16   |
| 10. | "Cupid Boy"                            | Sebastian Ingrosso, Magnus Lidehäll, Nick Clow, Luciana Caporaso        | Price, Ingrosso, Magnus                             | 4:26   |
| 11. | "Looking for an Angel"                 | Minogue, Price                                                          | Price                                               | 3:50   |
| 12. | "Can't Beat the Feeling"               | Hannah Robinson, Pascal Gabriel, Borge Fjordheim, Matt Prime, Richard X | Price, Gabriel, Fjordheim                           | 4:10   |

## Medlemmer
| - Kylie Minogue – vokal, baggrundsvokal - Beatriz Artola – lydtekniker - William Baker – fotografi - Andy Chatterley – synthesizer, piano, keyboard, producer, lydtekniker - Mich Hansen – producer, perkussion - Daniel Davidsen – guitar, keyboard, programmering, producer - Jim Eliot – basguitar, piano, keyboard, producer, tromleprogrammering - Dave Emery – assistent - Børge Fjordheim – instrumentering - Fraser T. Smith – guitar, producer, miksing - Pascal Gabriel – instrumentering - Brian Gottshall – assistent - Calvin Harris – producer, miksing, instrumentering - Beatrice Hatherley – baggrundsvokal - Maime Hladiy – basguitar - Pete Hofmann – lydtekniker - Sebastian Ingrosso – producer, miksing - Nathan Khors – assistent - Magnus Lideball – producer, miksing | - Miriam Nervo – baggrundsvokal - Olivia Nervo – baggrundsvokal - Mads Nilsson – miksing - Nerina Pallot – synthesizer, akustisk guitar, elektrisk guitar, piano, keyboard, baggrundsvokal, produsent, lydtekniker - Geoff Pesche – mastering - Stuart Price – keyboard, producer, lydtekniker, miksing - Tim Rice-Oxley – piano, keyboard - Hannah Robinson – baggrundsvokal - Lucas Secon – keyboard, producer - Alexandra Segal – baggrundsvokal - Damon Sharpe – producer, lydtekniker - Starsmith – producer, miksing - Mima Stilwell – baggrundsvokal - Jason Tarver – assistent på lydtekniker - Ben Vella – elektrisk guitar - Peter Wallevik – keyboard, programmering, producer - Richard X – keyboard |

## Hitlister
| Hitliste (2010–11)                      | Placering |
| --------------------------------------- | --------- |
| Australien (ARIA Charts)                | 2         |
| Østrig (IFPI Austria)                   | 3         |
| Belgien (Ultratop 50 Flandern)          | 4         |
| Belgien (Ultratop 50 Vallonien)         | 3         |
| Canada (Canadian Albums Chart)          | 8         |
| Kroatien (Hrvatska Diskografska Udruga) | 10        |
| Tjekkiet (IFPI Czech Republic)          | 5         |
| Danmark (IFPI Denmark)                  | 21        |
| Nederlandene (MegaCharts)               | 4         |
| Europa (European Top 100 Albums)        | 1         |
| Finland (IFPI Finland)                  | 22        |
| Frankrig (SNEP)                         | 3         |
| Tyskland (Media Control Charts)         | 3         |
| Grækenland (IFPI Greece)                | 1         |
| Ungarn (Mahasz)                         | 18        |
| Irland (Irish Albums Chart)             | 5         |
| Italien (FIMI)                          | 9         |
| Japan (Oricon)                          | 28        |
| Mexico (AMPROFON)                       | 22        |
| New Zealand (RIANZ)                     | 11        |
| Norge (VG-lista)                        | 16        |
| Polen (ZPAV)                            | 6         |
| Skotland (Scottish Albums Chart)        | 1         |
| Spanien (PROMUSICAE)                    | 2         |
| Sverige (Sverigetopplistan)             | 9         |
| Schweiz (Schweizer Hitparade)           | 2         |
| Storbritannien (UK Albums Chart)        | 1         |
| USA (Billboard 200)                     | 19        |
| USA (Dance/Electronic Albums)           | 2         |

## Certificering
| Land                 | Certificering |
| -------------------- | ------------- |
| Australien (ARIA)    | Platin        |
| Belgien (BEA)        | Guld          |
| Storbritannien (BPI) | Platin        |

## Udgivelsehistorie
| Land           | Dato          | Pladeselskab       |
| -------------- | ------------- | ------------------ |
| Japan          | 30. juni 2010 | EMI                |
| Australien     | 2. juli 2010  | Warner Music Group |
| Tyskland       | 2. juli 2010  | EMI                |
| Nederlandene   | 2. juli 2010  | EMI                |
| Schweiz        | 2. juli 2010  | EMI                |
| Østrig         | 2. juli 2010  | EMI                |
| Polen          | 2. juli 2010  | EMI                |
| Spanien        | 2. juli 2010  | EMI                |
| Storbritannien | 5. juli 2010  | Parlophone         |
| Mexico         | 5. juli 2010  | EMI                |
| Brasilien      | 5. juli 2010  | EMI                |
| Frankrig       | 5. juli 2010  | EMI                |
| Danmark        | 5. juli 2010  | EMI                |
| New Zealand    | 5. juli 2010  | Warner Music       |
| USA            | 6. juli 2010  | Capitol Records    |
| Canada         | 6. juli 2010  | EMI                |
| Taiwan         | 6. juli 2010  | Gold Typhoon       |
| Israel         | 7. juli 2010  | Helicon Records    |